# Granja de la Central Lletera de Puigcerdà
La Granja de la Central Lletera de Puigcerdà és una obra de Puigcerdà (Baixa Cerdanya) inclosa a l'Inventari del Patrimoni Arquitectònic de Catalunya.

## Descripció
Edifici de planta rectangular amb coberta de dos vessants amb tornapuntes que donen suport a la seva volada, amb dues plantes.
La planta baixa era utilitzada per a cort de vaques i posteriorment de magatzem. A sobre hi ha una nau amb cinc grans encavallades de fusta, utilitzada per guardar-hi el gra.

## Història
La primera junta de l'antiga Cooperativa Agropecuària Sali va tenir lloc l'any 1914.